# Дъждовник (село)
Дъждовник е село в Южна България. То се намира в община Крумовград, област Кърджали. Жителите му са главно турци, като в миналото е имало две ясно обособени махали - алевийска къзълбашка (Текето) и сунитска (Гьочкелер).

## География
Село Дъждовник се намира в планински район.

## Население
Численост и дял на етническите групи според преброяването на населението през 2011 г.:
|                     | Численост | Дял (в %) |
| Общо                | 61        | 100,00    |
| Българи             | 0         | 0,00      |
| Турци               | 60        | 98,36     |
| Цигани              | 0         | 0,00      |
| Други               | 0         | 0,00      |
| Не се самоопределят | 0         | 0,00      |
| Неотговорили        | 1         | 1,63      |

## Културни и природни забележителности
Тюрбе на Ямур баба
В махалата Текето се намира тюрбето на Ямур баба, основател на бекташко теке, живял вероятно през 16 век. Сградата е правоъгълна с размери 7 x 5,2 m. След намаляването на населението на селото в края на 20 век, тюрбето почти не се използва.